# Eugen František Wratislav z Mitrowicz
Evžen František hrabě Wratislav z Mitrovic (německy Eugen Franz Graf von Wratislav von Mitrowitz; 17. června 1855 Krnsko – 22. června 1897 Merano) byl český šlechtic z hraběcího rodu Vratislavů z Mitrovic a majitel statku Dírná.

## Život

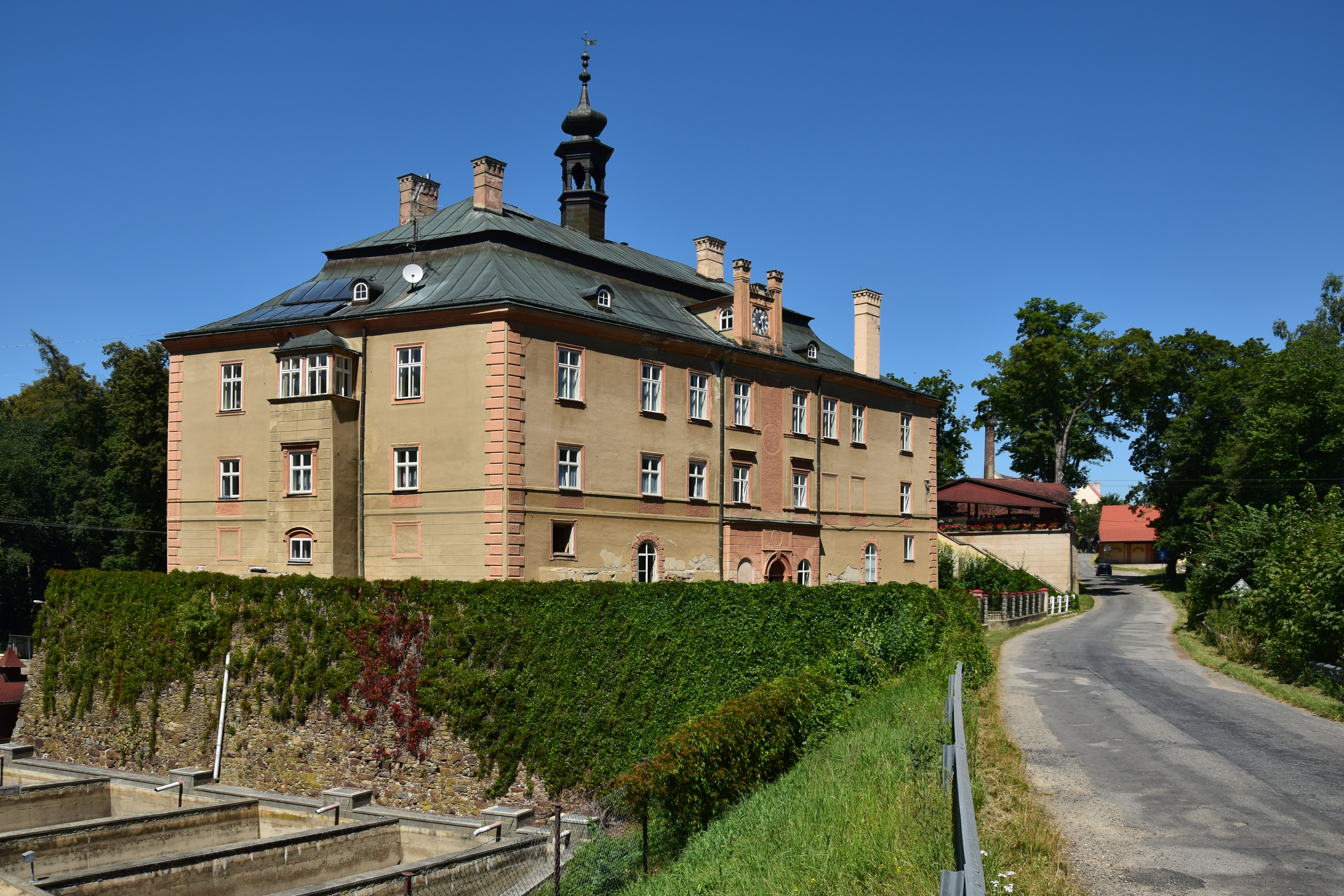
Zámek Dírná

Evžen František Adam Leopold Josef hrabě Vratislav z Mitrovic a Schönfeldu se narodil jako druhý syn Františka Adama Wratislava z Mitrowicz (1823–1858) a jeho manželky Rosalie Šporkové (1833–1909). Otec zemřel tragicky, když Eugenovi byly pouhé tři roky.
Vlastnil fideikomis Dírná a Zálší a alodiální statky Myslkovice a Roudná. V roce 1873 koupil Krnsko. Působil jako předseda Družstva Národního divadla. Byl poslancem Českého zemského sněmu.
Měl urostlou přes dva metry vysokou postavu, dobře kreslil, hrál na několik hudebních nástrojů a byl i manuálně zručný.
V okolí Dírné založil několik hasičských sborů. Nechal také vyrobit první stříkačku, která se nachází ve Sbírkách Národního technického muzea v Praze. Aktivně pomáhal hasit, při jednom zásahu se probořil do studny, uhnal si zápal plic, později se k němu přidala ještě tuberkulóza. Léčba v Egyptě nepomohla.
Zemřel v Meranu a pohřben byl na Starém hřbitově v Dírné.

## Rodina
V Praze se 31. května 1881 oženil s Ernestinou (Arnoštkou) Gabrielou hraběnkou z Thun-Hohensteinu (24. 11. 1858 Praha – 13. 5. 1948 Dírná), dcerou Josefa Osvalda z Thun-Hohensteinu (1817–1883) a jeho manželky Johanny ze Salm-Reiferscheidt-Hainspachu (1827–1892). Ernestina byla dámou Řádu hvězdového kříže (1882), palácovou dámou a nositelkou Řádu Alžběty 1. třídy. Narodily se jim následující děti:
- 1. Josef Oswald (21. 5. 1883 Dírná – 5. 6. 1966 Dírná)
  - ⚭ (28. 9. 1909 Povo u Trenta) Thea Josefa z Thun-Castelfondo (2. 5. 1884 Trento/Trident – 18. 4. 1978 Dírná)
- 2. Johanna (18. 1. 1886 Praha – 29. 8. 1967 Radenín)
  - ⚭ (20. 4. 1910 Děčín) René Josef Baillet de Latour (18. 10. 1878 Tábor – 25. 11. 1970 Radenín)

Manželka Ernestina se podruhé v roce 1901 provdala za knížete Františka Antonína z Thun-Hohensteinu (1847–1916).